# Mustafa al-Ubajdi
Mustafa Abd al-Basit Abd as-Samad al-Ubajdi, Mustafa Abdulbasit Abdulsamed Al Obaidi
(ur. 1996) – iracki zapaśnik walczący w stylu wolnym. Brązowy medalista mistrzostw Azji w 2021. Wygrał mistrzostwa arabskie w 2022 i 2023 roku. 